# Macledium
Macledium Cass., 1825 è un genere di piante angiosperme dicotiledoni della famiglia delle Asteraceae.

## Descrizione

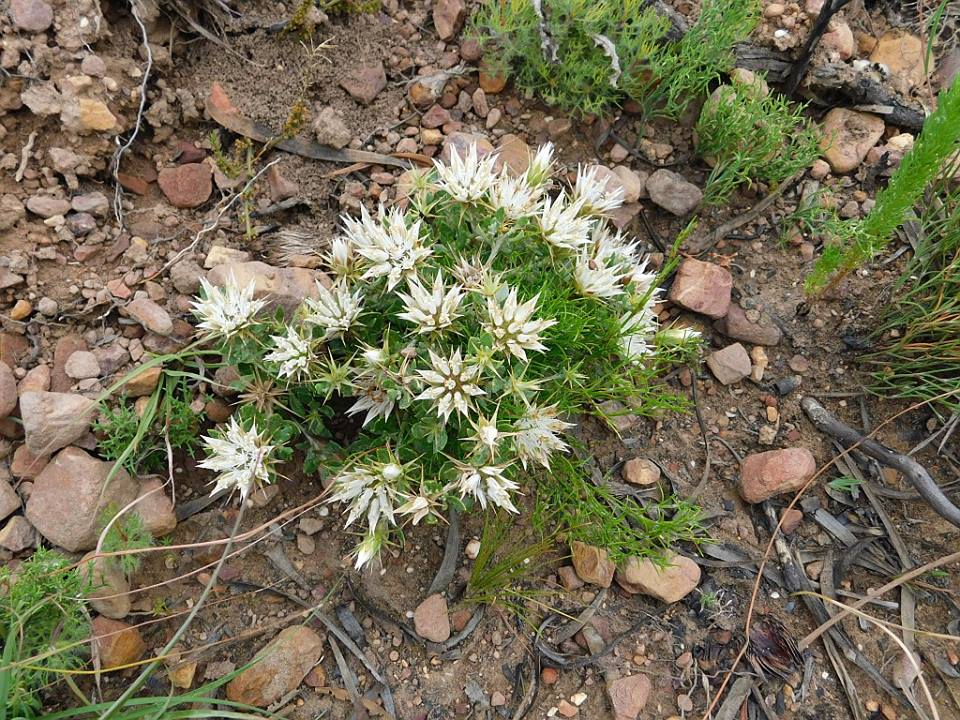
Il portamento
Macledium spinosum

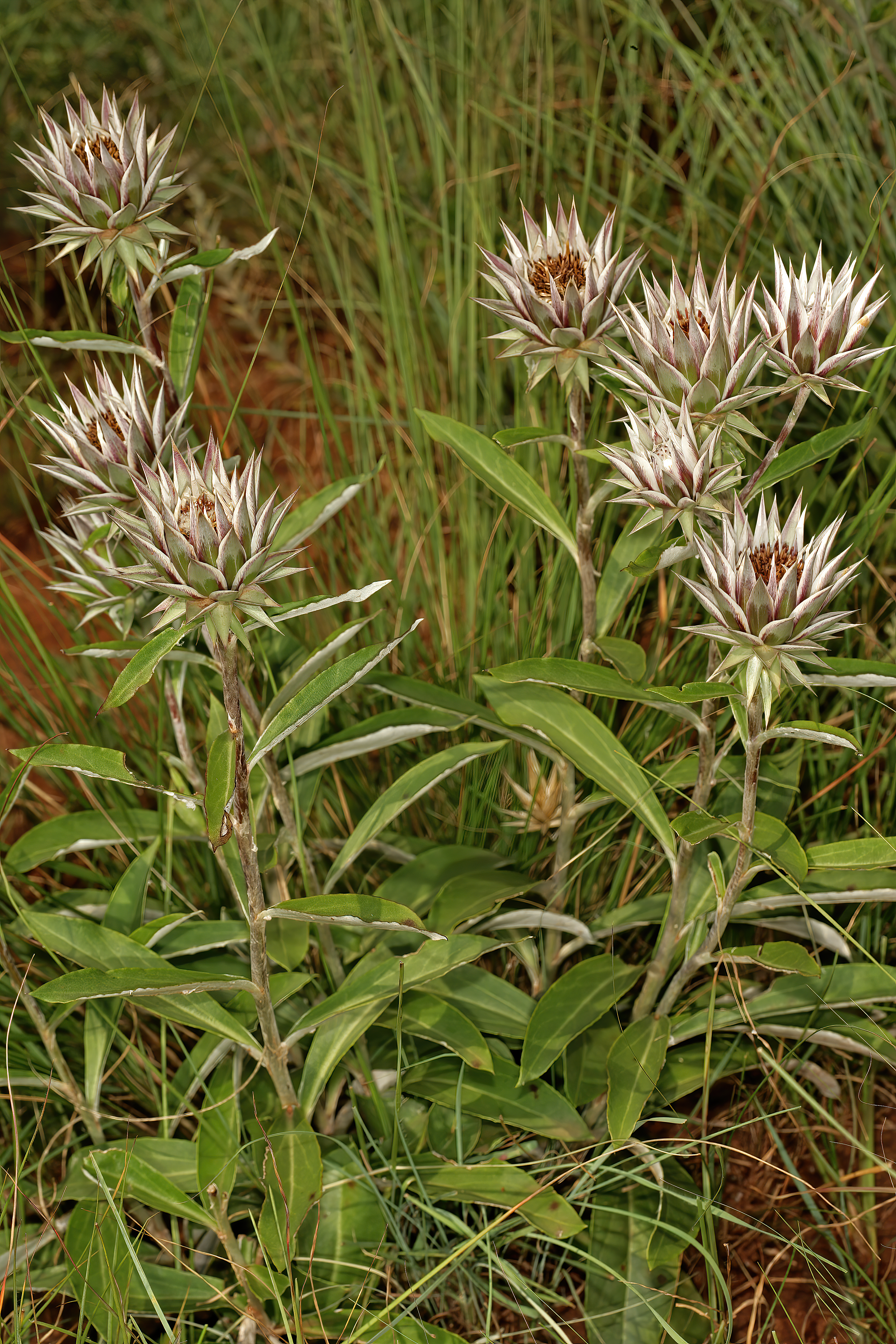
Le foglie
Macledium zeyheri

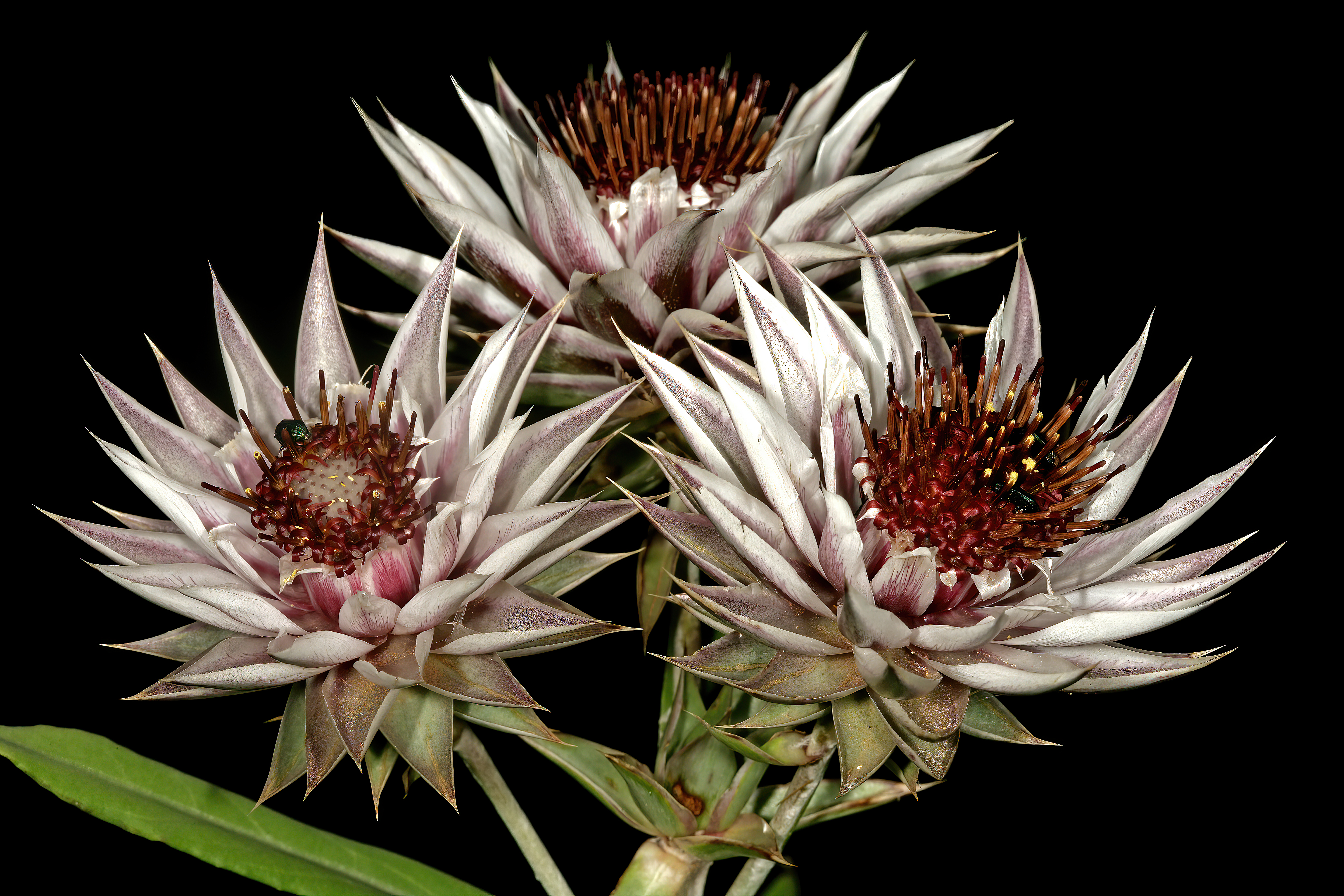
Infiorescenza
Macledium zeyheri

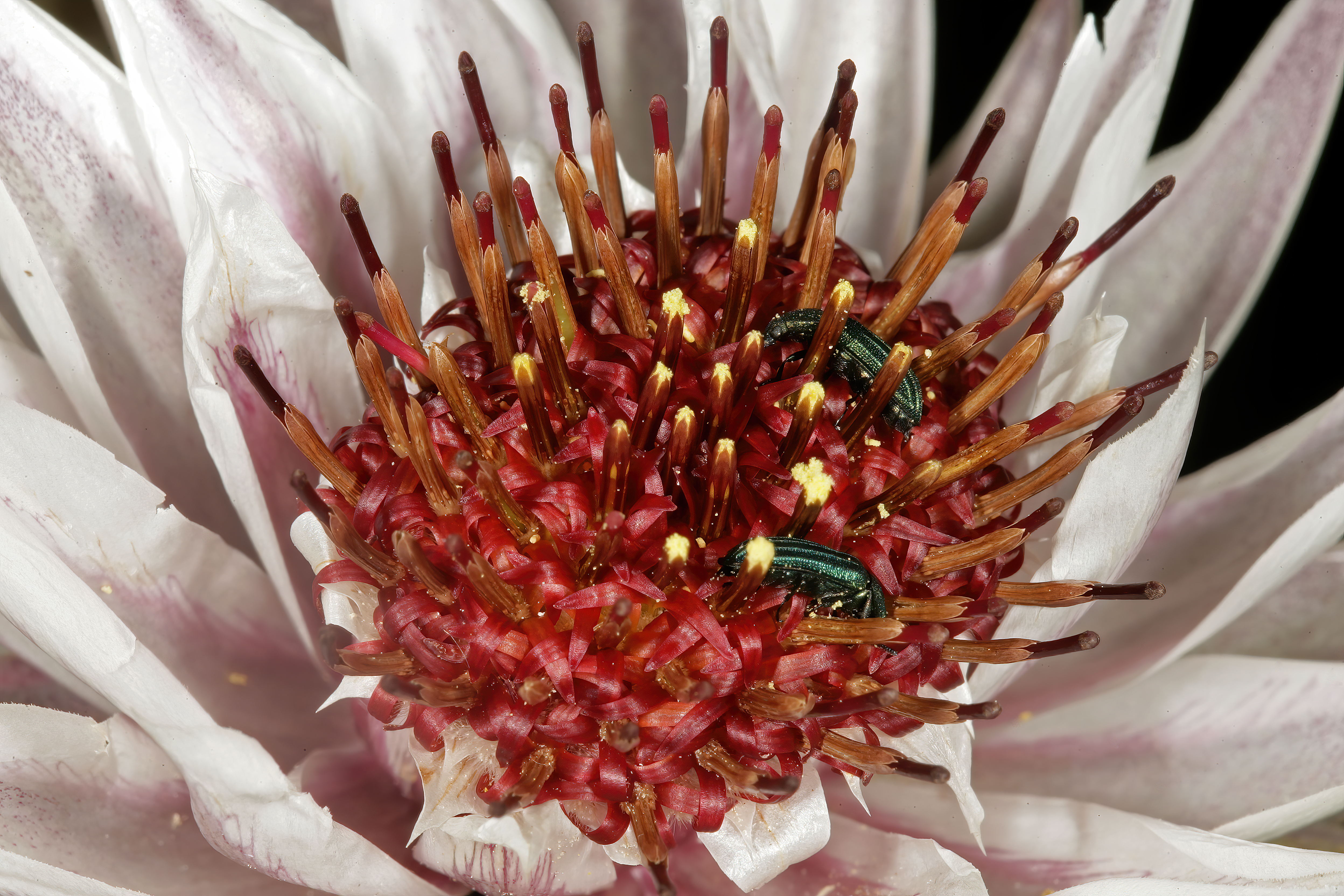
I fiori
Macledium zeyheri

Le specie di questa voce sono piante perenni con portamenti erbacei o arbustivi, sono presenti anche portamenti acaulescenti.
Le foglie lungo il caule normalmente sono a disposizione alternata; sono presenti foglie rosulate e sessili. La forma della lamina (semplice e intera) varia da ovata a lanceolata; i bordi possono essere continui, seghettati o revoluti. La superficie è percorsa da 3 - 5 venature. Le stipole sono assenti.
Le infiorescenze sono composte da capolini peduncolati, eretti, terminali e solitari, o raccolti in lasse formazioni corimbose o racemose. I capolini, discoidi e omogamo oppure disciformi e eterogami (raramente sono radiati), sono formati da un involucro a forma da campanulata a spiraleggiante composto da brattee (o squame) all'interno delle quali un ricettacolo fa da base ai fiori di due tipi: tubulosi e ligulati. Le brattee disposte da 4 a più serie in modo embricato e scalato sono di varie forme a consistenza coriacea con apici pungenti e riflessi (quelle più interne sono scariose e più corte di quelle esterne). Il ricettacolo, da moderato a profondamente alveolato (a nido d'ape) con margini degli alveoli dentati, spesso è privo di pagliette (raramente ne è provvisto).
I fiori sia quelli tubulosi che ligulati sono tetra-ciclici (ossia sono presenti 4 verticilli: calice – corolla – androceo – gineceo) e pentameri (ogni verticillo ha 5 elementi). I fiori centrali (del disco) in genere sono molti e tubulosi (actinomorfi - raramente sono zigomorfi); quelli periferici (radiati), se presenti, sono pochi e sterili (neutri) di tipo ligulato (zigomorfi). In genere i fiori (quelli del disco) sono ermafroditi (bisessuali) e fertili.
- Formula fiorale:

*/x K {\displaystyle \infty }, [C (5), A (5)], G 2 (infero), achenio
- Calice: i sepali del calice sono ridotti ad una coroncina di squame.
- Corolla: la corolla nei fiori tubulosi ha un tubo lungo con 5 profondi e stretti lobi uguali con portamento da eretto a eretto-patente; in quella dei fiori ligulati (o pseudo-ligulati) il tubo è breve e termina con due labbra (corolle bilabiate e quasi filiformi) con il labbro interno a 2 denti più o meno attorcigliato e quello esterno corto a 3 denti. Il colore varia da bianco a rosso in quelli ligulati; bianco, giallo, crema o rosa in quelli tubulosi. Nelle corolle sono presenti dei lunghi doppi peli ghiandolari. Nel tessuto della corolla sono presenti delle fibre sclerenchimatiche.
- Androceo: gli stami sono 5 con filamenti liberi, glabri o papillosi e distinti, mentre le antere sono saldate in un manicotto (o tubo) circondante lo stilo. Le antere in genere hanno una forma sagittata con base caudata e calcarata; le appendici sono lunghe affusolate o subottuse. Il polline normalmente è tricolporato a forma sferica con superficie liscia o leggermente granulata.
- Gineceo: lo stilo è filiforme con due stigmi poco divergenti; gli stigmi sono corti con pubescenza raccolta a gruppi nella zona della biforcazione; la superficie stigmatica è continua con creste marginali; gli apici sono arrotondati o subacuti. Il nettario è presente e abbondante ma non è presente il nodo basale. L'ovario è infero uniloculare formato da 2 carpelli. L'ovulo è unico e anatropo.

I frutti sono degli acheni con pappo. La forma dell'achenio è obovoide senza coste longitudinali. Il pericarpo può essere di tipo parenchimatico, altrimenti è indurito (lignificato) radialmente; la superficie è priva di ghiandole, mentre sono presenti dei peli doppi bulboso-ghiandolari. Il carpoforo (o carpopodium - il ricettacolo alla base del gineceo) è assente. I pappi, formati da una o più serie di setole e scaglie e sono direttamente inseriti nel pericarpo o connati in un anello parenchimatico posto sulla parte apicale dell'achenio; il pappo è lungo come l'involucro e dopo la fruttificazione è eretto-patente. Gli acheni dei fiori del raggio sono assenti.

## Biologia
- Impollinazione: l'impollinazione avviene tramite insetti (impollinazione entomogama tramite farfalle diurne e notturne).
- Riproduzione: la fecondazione avviene fondamentalmente tramite l'impollinazione dei fiori (vedi sopra).
- Dispersione: i semi (gli acheni) cadendo a terra sono successivamente dispersi soprattutto da insetti tipo formiche (disseminazione mirmecoria). In questo tipo di piante avviene anche un altro tipo di dispersione: zoocoria. Infatti gli uncini delle brattee dell'involucro si agganciano ai peli degli animali di passaggio disperdendo così anche su lunghe distanze i semi della pianta.

## Distribuzione e habitat
La distribuzione delle specie di questo gruppo è relativa all'Africa (da centrale a meridionale compresa l'isola di Madagascar).

## Tassonomia
La famiglia di appartenenza di questa voce (Asteraceae o Compositae, nomen conservandum) probabilmente originaria del Sud America, è la più numerosa del mondo vegetale, comprende oltre 23.000 specie distribuite su 1.535 generi, oppure 22.750 specie e 1.530 generi secondo altre fonti (una delle checklist più aggiornata elenca fino a 1.679 generi). La famiglia attualmente (2021) è divisa in 16 sottofamiglie.

### Filogenesi
Le specie di questa voce appartengono alla sottofamiglia Dicomoideae, e in particolare alla sottotribù Dicominae (tribù Dicomeae). La sottofamiglia (di recente costituzione), da un punto di vista filogenetico, è posizionata tra le sottofamiglie Tarchonanthoideae e Carduoideae. I caratteri principali della sottofamiglia sono: i portamenti variano da erbacei a arbustivi, l'involucro è pluriseriato con brattee coriacee e pungenti, il ricettacolo è alveolato, il polline è echinato, i rami dello stilo sono pubescenti con superficie stigmatica continua e cresta marginale, il carpoforo in genere è assente. L'area di origine della maggior parte delle specie è l'Africa a sud del Sahara.
Il genere di questa voce recentemente è stato revisionato e più precisamente è stato segregato dal genere più ampio Dicoma. In dettaglio il genere Dicoma è stato suddiviso in più generi (oltre a Macledium):  Cloiselia S.Moore con 4 specie e Pasaccardoa Kuntze con 4 specie che con il genere monotipo Dicomopsis welwitschii (O.Hoffm.) S.Ortiz (derivato da Dicoma welwitschii) formano un "gruppo fratello" con Dicoma s.str. Questo gruppo di generi, raccolto nella sottotribù Dicominae S.Ortiz è individuato dai seguenti caratteri diagnostici: le ramificazioni sono allungate, le brattee dell'involucro hanno delle evidente coste mediane e delle strisce scure longitudinali e gli acheni sono ricoperti da ghiandole intercostali.
Il cladogramma seguente, tratto dalla pubblicazione citata e semplificato, rappresenta la struttura filogenetica del gruppo di generi sopradescritti.
| xxxDicoma_s.str.xxx | Dicoma                                                                 |
|                     | Dicoma                                                                 |
|                     | \| \| Dicomopsis welwitschii \| \| \| \| \| \| Pasaccardoa \| \| \| \| |
|                     |                                                                        |
|                     | Dicomopsis welwitschii                                                 |
|                     |                                                                        |
|                     | Pasaccardoa                                                            |
|                     |                                                                        |

|  | Dicomopsis welwitschii |
|  |                        |
|  | Pasaccardoa            |
|  |                        |

| xxxDicoma_s.str.xxx | Dicoma                                                                 |
|                     | Dicoma                                                                 |
|                     | \| \| Dicomopsis welwitschii \| \| \| \| \| \| Pasaccardoa \| \| \| \| |
|                     |                                                                        |
|                     | Dicomopsis welwitschii                                                 |
|                     |                                                                        |
|                     | Pasaccardoa                                                            |
|                     |                                                                        |

|  | Dicomopsis welwitschii |
|  |                        |
|  | Pasaccardoa            |
|  |                        |

| xxxDicoma_s.str.xxx | Dicoma                                                                 |
|                     | Dicoma                                                                 |
|                     | \| \| Dicomopsis welwitschii \| \| \| \| \| \| Pasaccardoa \| \| \| \| |
|                     |                                                                        |
|                     | Dicomopsis welwitschii                                                 |
|                     |                                                                        |
|                     | Pasaccardoa                                                            |
|                     |                                                                        |

|  | Dicomopsis welwitschii |
|  |                        |
|  | Pasaccardoa            |
|  |                        |

| xxxDicoma_s.str.xxx | Dicoma                                                                 |
|                     | Dicoma                                                                 |
|                     | \| \| Dicomopsis welwitschii \| \| \| \| \| \| Pasaccardoa \| \| \| \| |
|                     |                                                                        |
|                     | Dicomopsis welwitschii                                                 |
|                     |                                                                        |
|                     | Pasaccardoa                                                            |
|                     |                                                                        |

|  | Dicomopsis welwitschii |
|  |                        |
|  | Pasaccardoa            |
|  |                        |

Il numero cromosomico di base delle specie di questo gruppo è: 2n = 22.
Il periodo di separazione della sottofamiglia (formazione del clade) dal resto della famiglia delle Asteraceae è di circa 41,5 milioni di anni fa; mentre gli antenati delle attuali specie si sono separati circa 27 milioni di anni fa (gruppo corona).

### Elenco delle specie
Questo genere comprende le 18 seguenti specie:
- Macledium anmadochrissum (Lawalrée) S.Ortiz
- Macledium auriculatum  (Hutch. & B.L.Burtt) S.Ortiz
- Macledium canum  (Balf.f.) S.Ortiz
- Macledium ellipticum  (G.V.Pope) S.Ortiz
- Macledium gossweileri  (S.Moore) S.Ortiz
- Macledium grandidieri  (Drake) S.Ortiz
- Macledium humile  (Lawalrée) S.Ortiz
- Macledium kirkii  (Harv.) S.Ortiz
- Macledium nanum  (Welw. ex Hiern) S.Ortiz
- Macledium oblongum  (Lawalrée & Mvukiy.) S.Ortiz
- Macledium plantaginifolium  (O.Hoffm.) S.Ortiz
- Macledium poggei  (O.Hoffm.) S.Ortiz
- Macledium pretoriense  (C.A.Sm.) S.Ortiz
- Macledium relhanioides  (Less.) S.Ortiz
- Macledium sessiliflorum  (Harv.) S.Ortiz
- Macledium speciosum  (DC.) S.Ortiz
- Macledium spinosum  (L.) S.Ortiz
- Macledium zeyheri  (Sond.) S.Ortiz